# Wa-14
Wa-14 — тральщик Імперського флоту Японії, який взяв участь у Другій світовій війні.
Корабель, який належав до допоміжних тральщиків типу Wa-1, спорудили у 1943 році на верфі компанії Hitachi Zōsen.
З квітня 1943-го Wa-14 належав до військово-морського округу Йокосука, який відповідав за охорону східного узбережжя Японського архіпелагу. До кінця війни корабель діяв біля північно-східного узбережжя Хонсю, зокрема в районах Токійської затоки, Кацуури і Тьосі. Головними завданнями при цьому були ескортна та протичовнова служба, а також тральні роботи.
1 червня 1943-го тральщик провів атаку глибинними бомбами по ймовірній ворожій субмарині, а 9 вересня того ж року без успіху намагався відшукати підводний човен, що потопив транспорт «Койо-Мару». 24 вересня був помічений водяний стовп поблизу виставленого мінного загородження, і тієї ж та наступної доби Wa-14 в цьому районі двічі скидав глибинні бомби по ймовірній субмарині.
3—15 листопада і 17—25 грудня 1943-го, 15—25 лютого та 15 березня — 1 квітня 1944-го Wa-14 здійснив ескортні рейси до Тітідзіми (архіпелаг Огасавара).
У вересні 1944-го зенітне озброєння підсилили чотирма 25-мм автоматами.
3 грудня 1944-го Wa-14 кілька разів відкривав вогонь по ворожих літаках, а 31 грудня 1944 — 2 січня 1945 брав участь у операції з підйому літака поблизу острова Міяке (острови Ідзу).
16 лютого 1945-го корабель двічі вів вогонь по літаках поблизу Міяке і тієї ж доби врятував 17 членів екіпажу патрульного корабля «Вака-Мару № 1». Чергові протиповітряні акції мали місце 25 лютого, 29 та 30 червня 1945-го, а 28 квітня Wa-14 знову провадив рятувальні роботи — цього разу після загибелі кабелеукладального судна «Хацусіма», потопленого ворожою субмариною.
Корабель дочекався капітуляції Японії, а в жовтні 1947-го був переданий Китаю, де отримав найменування «Sao Lei 201». 17 лютого 1949-го його екіпаж перейшов на бік комуністичних сил, після чого корабель назвали «Qiu Feng», під якою ніс службу до 1976-го.